# Daniel Finch, VIII conte di Winchilsea
Daniel Finch, VIII conte di Winchilsea (24 maggio 1689 – 2 agosto 1769), è stato un politico inglese.

## Biografia
Era il figlio maggiore del deputato tory Daniel Finch, VII conte di Winchilsea, e della sua seconda moglie, Anne Hatton, figlia di Christopher Hatton il visconte Hatton.

## Carriera
All'età di 21 anni rappresentò Rutland in Parlamento. Fu Comptroller of the Household (1725-1730). Fu uno dei fondatori del Foundling Hospital di Londra, un ente di beneficenza che fornisce casa e istruzione ai bambini abbandonati, nel 1739.
È stato uno dei sostenitori di Lord Carteret. Quando egli divenne primo ministro, nel 1742, Lord Finch divenne Primo Lord dell'Ammiragliato (1742-1744). Più tardi, si alleò con Newcastle ed entrò nel partito Whig, e servì come Lord Presidente del governo di Lord Rockingham (1765-1766).

## Matrimoni
Sposò, nel 1720, Lady Frances Feilding, figlia di Basil Feilding, IV conte di Denbigh e Hester Firebrace. Non ebbero figli.
Sposò, il 19 gennaio 1737, Mary Palmer, figlia di Sir Thomas Palmer, IV Baronetto. Non ebbero figli.

## Morte
Morì il 2 agosto 1769.